# Ramón Carande Thovar
Ramón Carande Thovar (Palència, Castella i Lleó, 4 de maig de 1887 – Almendral, Extremadura 1 de setembre de 1986) va ser un historiador i economista espanyol, considerat com a autoritat en la història econòmica espanyola.

## Biografia

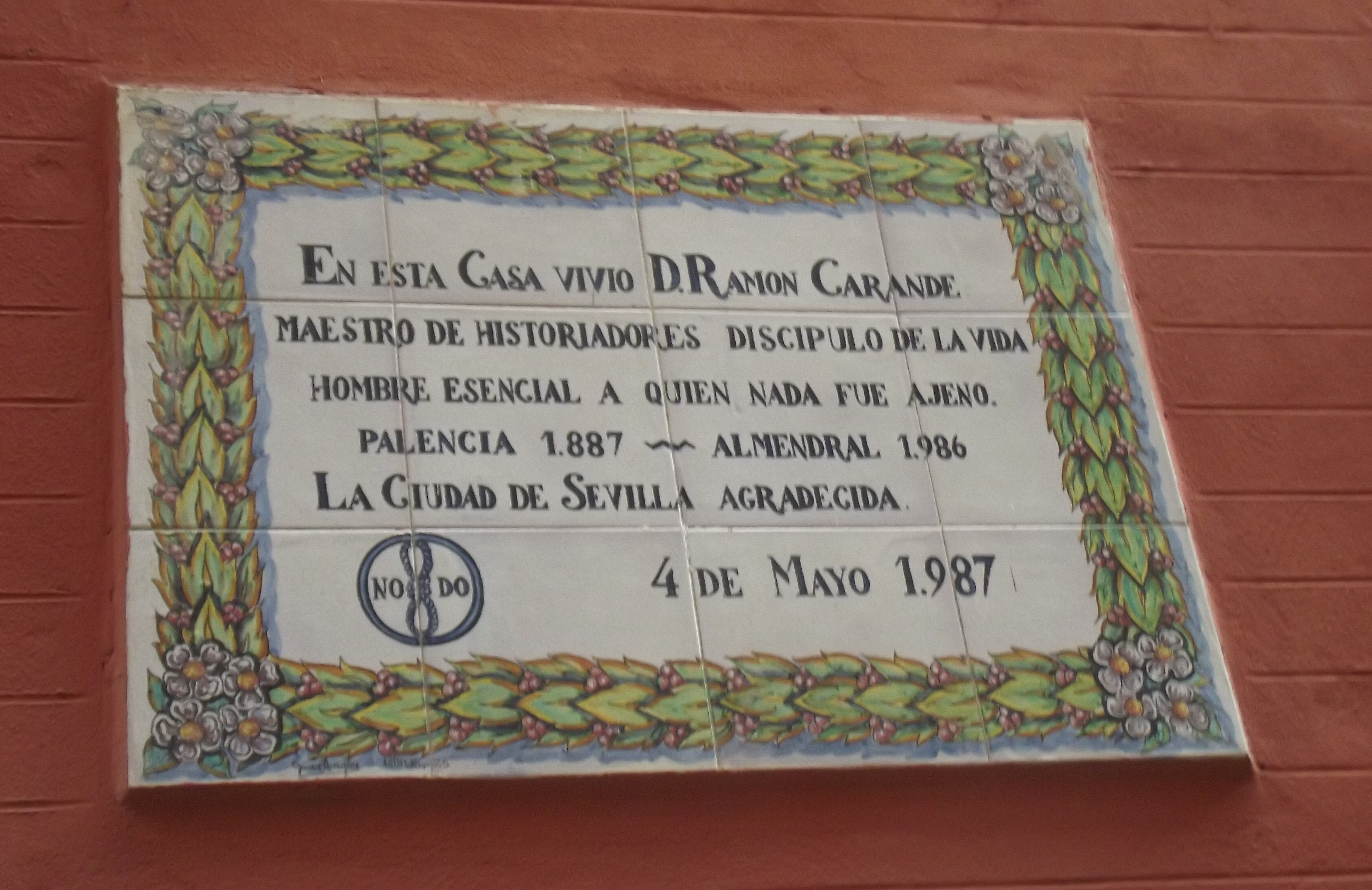
Rajola a Sevilla.

Fill de l'advocat Manuel Carande Galán, natural de Carrión de los Condes, i de l'extremenya Ascensión Thobar Uribe. Va passar la seva infància al poble del seu pare, on va dur a terme estudis d'educació secundària. Va estudiar en un petit col·legi privat a Reinosa i al Sainte-Marie de Monceau, un col·legi privat dirigit pels Marianistes en París.
El 1902, va superar l'examen de grau de batxiller en l'Institut de Santander.
Va estudiar en la Universitat de Madrid les carreres de Dret i Econòmiques i va viure en la Residència d'Estudiants quan aquesta ocupava la seva seu de Fortuny, 14. Es va doctorar en Dret per la Universitat Central amb una tesi titulada "Notas para un estudio sobre el trabajo", defensada el 1910, i publicada més endavant, el 1916, amb el títol de "Notas para un estudio de la naturaleza económica del trabajo".
Amb la intenció d'ampliar estudis en Múnic, Viena i Berlín amb Gustav Schmoller i Werner Sombart, tutelat des d'Espanya per Eduardo de Hinojosa, Antonio Flores de Lemus i Francisco Giner de los Ríos.
Catedràtic d'Economia Política i Hisenda Pública de les Universitats de Múrcia, nomenat el 28 de novembre de 1916 i presa de possessió de 15 de desembre de 1916, on va ser Degà; i per una permuta de lloc, de Sevilla, el 1927, on inicia la seva labor investigadora destacant l'estudi en l'Arxiu d'Índies i en altres institucions; també va ser Rector durant la Dictadura de Primo de Rivera, cessant el 30 de març de 1931, per motius polítics.
Després de la proclamació de la Segona República Espanyola viu a Madrid, i ocupa plaça en el Consell d'Estat, sent una època on es relaciona amb els intel·lectuals com Manuel Bartolomé Cossío, Gregorio Marañón, Antonio Garrigues Díaz-Cañabate, prosseguint amb les seves recerques. Fou amic personal de Benito Pérez Galdós i Marcelino Menéndez Pelayo
Manuel Azaña intentà nomenar-lo ministre, però Carande no acceptà pel fet de no ser diputat, cosa que no el feia mereixedor de formar part del Govern. Durant la Guerra Civil espanyola la seva casa fou saquejada, i en finalitzar fou apartat de la docència. Refugiat al camp va realitzar la seva monumental obra en tres volums Carlos V y sus banqueros --"La vida económica de España en una fase de su hegemonía, 1516-1556", "La Hacienda Real de Castilla" y "Los caminos del oro y de la plata", amb la qual aconseguí un gran prestigi internacional.
El 1949 fou escollit acadèmic de la Reial Acadèmia de la Història, i és un dels pioners en els estudis de la història econòmica i financera espanyola.
El 1985 fou guardonat amb el Premi Príncep d'Astúries de Ciències Socials. Gràcies a l'extraordinari esforç que va aplicar a l'estudi de la dimensió històrica de l'economia, mitjançant la utilització de nous sistemes d'anàlisis projectades sobre les fonts documentals originàries, va aconseguir mostrar per primera vegada, de manera sistemàtica, la complexa realitat de l'economia i la hisenda de l'Espanya dels segles XV i xvi, contribuint d'una manera decisiva a forjar les bases historiogràfiques de la ciència econòmica contemporània.
Ramón Carande Thovar morí l'1 de setembre de 1986 a l'Almendral, Extremadura.

## Honors
- Doctor honoris causa per la Universitat de Lille, el 1960; la Universitat de Colònia, el 1969; la Universitat Complutense de Madrid, el 1977; la Universitat de Valladolid, el 1983; i la Universitat de Salamanca, el 1984.
- Acadèmic de la Història, en la qual va ingressar el 1949 amb un discurs sobre El crédito en Castilla en el precio de la política imperial (1949)
- Medalla al Mèrit en el Treball, en la seva categoria d'or, el 1975.[2]
- Fill Predilecte d'Andalusia el 1983.
- Premio Príncep d'Astúries de Ciències Socials, el 1985.
- Una residència d'estudiants de la Universitat de Sevilla "Rector Ramón Carande" porta el seu nom, així com un institut de batxillerat a Jerez dels Cavallers i un altre en Sevilla. En aquest últim, el mateix Ramón Carande va instituir el premi de recerca escolar que porta el seu nom.
- Va ser nomenat Carter honorari, per la Societat Estatal Correus i Telègrafs el 19 de juliol de 1984.

## Obres
- Los principios filosóficos de la historia del derecho (1909) traducció de Pierre de Tourtoulon (1867-1932)
- Los fundamentos teóricos del marxismo (1914) traducció de Mikhaïl Ivanovitx de Tougan-Baranouskii.
- The Bank of England cumple 252 años S/l, març de 1946. 46 págs. Dedicatoria autógrafa del autor. (1946)

(Rapsodia sobre temas de Chapham, sin variaciones.) Separata del Nº 16 de Moneda y Crédito.
- La hacienda real de Castilla (1949).
- Larguezas de las Cortes (1518-1555) (1947).
- El crédito de Castilla y el precio de la política imperial (1949) i Gobernantes y gobernados en la Hacienda de Castilla (1951). Autor també de La encrucijada mercantilista (1943), Sevilla, fortaleza y mercado (1927),
- El Obispo, el Concejo y los Regidores de Palencia (1932).
- La economía y la expansión de España bajo el Gobierno de los Reyes Católicos (1952)
- La huella económica de las capitales hispano-musulmanas (1949).
- Carlos V y sus Banqueros, Barcelona : Crítica; Valladolid: Junta de Castilla y León, 1987; 3 v. : il.; 24. cm.

un estudio de las relaciones económicas de la época y cuyas fuentes esenciales son las cartas del emperador. El primer volumen de los tres que componen la obra aparece el 1943.
- Carlos V: Viajes, cartas y deudas, obra inclosa en la segona sèrie dels seus estudis sobre Història d'Espanya, fa referència a un valor històric de la correspondència en general i de la imperial en particular.